# Jayme Langford
Jayme Langford (Providence, Rhode Island; 13 de diciembre de 1987) es una actriz pornográfica estadounidense.

## Biografía
Langford nació en Providence (Rhode Island) en diciembre de 1987. Creció en Maine y se graduó en el Instituto Regional de Nokomis, en Newport (Maine) en 2005. Asistió a la Universidad de Nueva Inglaterra en el Campus de Biddeford, donde inició cursos de formación médica y ciencias políticas.
Langford comenzó su carrera en la industria pornográfica en 2006, a la edad de 19 años.
Desde sus comienzos, ha trabajado para productoras como New Sensations, Adam & Eve, Hustler, Twistys, Club Jenna, Girlfriends Films, Private, Penthouse o Vivid.
Fue portada de la revista pornográfica Hustler en julio de 2008.
En 2009 fue nominada en los Premios AVN como Mejor actriz revelación. En esa misma edición, también estuvo nominada en la categoría de Mejor escena de sexo lésbico en grupo por Hot Showers 16. En 2010 repetiría en los AVN gracias a la película Fuck the World, que le dio sendas nominaciones a Mejor escena de trío lésbico y Mejor escena de sexo en grupo.
Su última nominación fue en 2011 a la Mejor Tease Performance por la película Xero.
Algunas películas de su filmografía son Blindfold, Dirty Works, Girls Banging Girls 5, Innocence - Brat, Kink, Lesbian Seductions 21, Malibu Girlfriends o Remodeled.
Retirada en 2018, llegó a rodar más de 180 películas como actriz.

## Premios y nominaciones
| Año  | Ceremonia   | Resultado | Premio                        | Trabajo        |
| ---- | ----------- | --------- | ----------------------------- | -------------- |
| 2009 | Premios AVN | Nominada  | Mejor actriz revelación       | —              |
| 2009 | Premios AVN | Nominada  | Mejor escena de sexo lésbico  | Hot Showers 16 |
| 2010 | Premios AVN | Nominada  | Mejor escena de trío lésbico  | Fuck the World |
| 2010 | Premios AVN | Nominada  | Mejor escena de sexo en grupo | Fuck the World |
| 2011 | Premios AVN | Nominada  | Mejor Tease Performance       | Xero           |